# プレデター ハンティンググラウンズ
『プレデター ハンティンググラウンズ』（英：Predator: Hunting Grounds）は、2020年4月24日に発売されたコンピュータゲームソフト。
開発はイルフォニック、発売はソニー・インタラクティブエンタテインメントが担当した。対応プラットフォームはPlayStation 4、Microsoft Windows (Steam)。
SFアクション映画「プレデターシリーズ」第1作『プレデター』を題材としている。

## 概要
映画第1作に登場する異星人の戦士たち「プレデター」と地球人の特殊部隊「ファイアチーム」で戦う、非対称型のオンライン対戦アクションシューティングゲームである。
なお、地球人側はファイアチーム以外に第3勢力としてノンプレイヤーキャラクター (NPC) のゲリラも出現し、これはCPUが操作する。
プレデター側
プレデター側は光学迷彩や暗視などの強力なスキルを持つが1人で戦う。プレデター側は3人称視点（TPS）で状況把握がしやすい。プレデター側は、4人のファイアチームを全滅させればマッチ勝利になる。
ファイアチーム側
ファイアチーム側は4人でチームになって戦うことになる。ゲームの視点も異なり、ファイアチーム側は1人称視点（FPS）で状況がやや分かりづらくなっている。ファイアチーム側はプレデターを倒すか、プレデターを退けつつデータ回収の任務を達成して回収ヘリで脱出することで勝利する。

## キャラクター

### プレデター
スカウト
移動力が高く、遠距離での攻撃も得意だが、体力が少ないため接近戦は苦手なプレデター。
バーサーカー
体力が高く、接近戦が得意だが、移動力は低いプレデター。
ハンター
能力的にはスカウトとハンターの中間のバランス型のプレデター。
ジャングルハンター ('87)
映画第1作に登場した「ジャングルハンター」と呼ばれるプレデター。性能はハンターと同じで見た目が専用のものになっている。
エルダー
長い狩りの経験を経て名乗ることを許される（解放される）プレデター。
性能は全体的に平均よりやや上に纏まっており、多くのプレイスタイルに応えるものとなっている。
サムライ
『Predator: Blood Feud』で登場した深紅の鎧兜を纏ったプレデター。
デフォルトの外見では頭髪を髷状に結い上げた特徴的な髪型をしている。性能はバーサーカー以上の格闘能力と耐久を誇るが、スタミナは最低値（Ver1.13時）となっている。
アルファ・プレデター
元々はプレデターの没デザイン案だったが、NECA社100体目の記念プレデターとして立体化と合わせて登場。NECA社の本プレデターのフィギュアを購入すると、キャラクターをアンロックできる先行アクセスコードが封入されていた（Ver1.14時にすべてのプレイヤーがアンロックできるようになった）。
これまでのプレデターと違い体表が白く、特徴的なマスクやアーマーは有機的なデザインとなっている。性能はハンターのスキン違いとなっているが、特徴的な大型のマスクによりヘッドショット判定が大きく、かなりマスクが壊れやすい。
シティハンター ('97)
Ver1.16にDLCとして追加された、映画2作目に登場した「シティハンター」と呼ばれるプレデター。
性能はハンターをベースに、移動速度とギアのコスト量が上がっている。しかし、3枠あるギアのうち1枠には専用のギア「リストランチャー」が強制装備されており、単純な上位互換というわけではない。
これまでの追加プレデターと違い専用のボイスが用意されており、プラズマキャノンの照準レーザーも劇中同様頭部左側から照射し、スマートディスクを装備した場合は右大腿部のホルダーに収納され、ネット・ランチャーを装備した場合は左脛当ての側面にマウントされるなど、専用のギミックが多い。

### ファイアチーム
アサルト
標準的な性能のクラス。固有能力によりチームの火力として貢献するクラス。クラス固有能力は「腰撃ち命中率アップ」と「サブ武器の威力アップ」。
リコン
高い移動速度とスタミナを活かした追跡と固有能力による隠密が得意なクラス。固有能力は「マーク表示時間アップ」と「塗った泥の持続時間アップ」。
スカウト
リコン以上の機動力と固有能力によるチームのバックアップが得意なクラス。固有能力は「武器の切り替え速度アップ」と「チームメイト蘇生速度アップ」。
サポート
高い耐久力と豊富なギア容量でチームを支える支援クラス。固有能力は「爆発ダメージ耐久アップ」と「所持弾数アップ」。
ダッチ (2025)
映画第1作で主人公を務めたアラン・"ダッチ"・シェイファー少佐の後の姿。OWLFの傭兵としてプレデターを狩り続けており、その戦利品を身にまとっている。固有能力は「腰撃ち命中率アップ」と「塗った泥の持続時間アップ」。